# Telmatobius carrillae
Espèce
Statut de conservation UICN

 VU A3e : Vulnérable
Telmatobius carrillae est une espèce d'amphibiens de la famille des Telmatobiidae. 

## Répartition
Cette espèce est endémique des Andes péruviennes. Elle se rencontre entre 3 950 et 4 000 m d'altitude dans les régions d'Ancash et de Huánuco.

## Étymologie
Cette espèce est nommée en l'honneur de l'herpétologiste Nelly Carillo de Espinoza.

## Publication originale
- Morales, 1988 : Una nueva especie de Telmatobius (Anura, Leptodactylidae), de Ancash, Peru. Revista Brasileira de Zoologia, vol. 5, no 4, p. 603-608 (texte intégral).